# Óscar Aranda
Óscar Aranda, né le 29 avril 2002 à Grenade en Espagne, est un footballeur espagnol qui évolue au poste d'ailier gauche au FC Famalicão.

## Biographie

### En club
Né à Grenade en Espagne, Óscar Aranda est formé par le Grenade CF avant de rejoindre en 2014 le Real Madrid CF, où il poursuit sa formation. Avec les moins de 19 ans du club il remporte l'UEFA Youth League lors de la saison 2019-2020, entrant en jeu lors de la finale contre le Benfica Lisbonne (victoire 2-3 des madrilènes),.
Le 8 août 2023, Óscar Aranda quitte le Real Madrid. Il s'engage en faveur du club portugais du FC Famalicão pour un contrat de trois ans, soit jusqu'en juin 2026,.
Il joue son premier match pour le club le 11 août 2023, lors de la première journée de la saison 2023-2024 de championnat portugais de première division face au SC Braga. Il entre en jeu ce jour-là, et se fait remarquer en inscrivant également son premier but pour le club dans le temps additionnel, donnant ainsi la victoire à son équipe (1-2 score final).

### En sélection
Óscar Aranda est sélectionné avec l'équipe d'Espagne des moins de 17 ans pour participer au championnat d'Europe des moins de 17 ans en 2019. Lors de cette compétition il joue quatre matchs et son équipe se hisse jusqu'en demi-finale, battue par les Pays-Bas le 19 mai (1-0).